# 赤染衛門

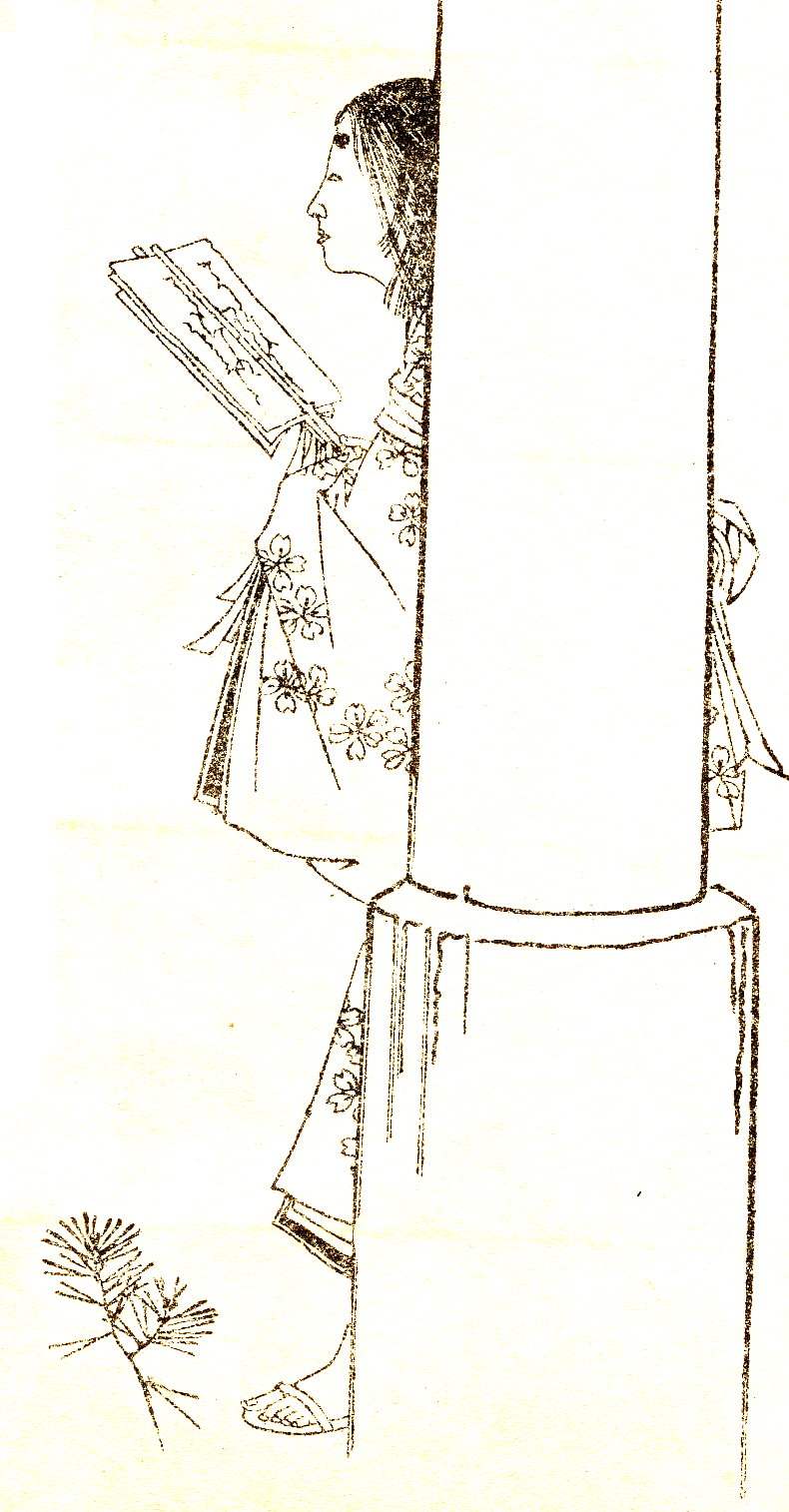
赤染衛門　『前賢故実』より

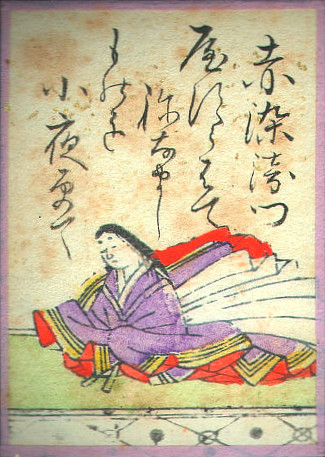
赤染衛門
(小倉百人一首より)

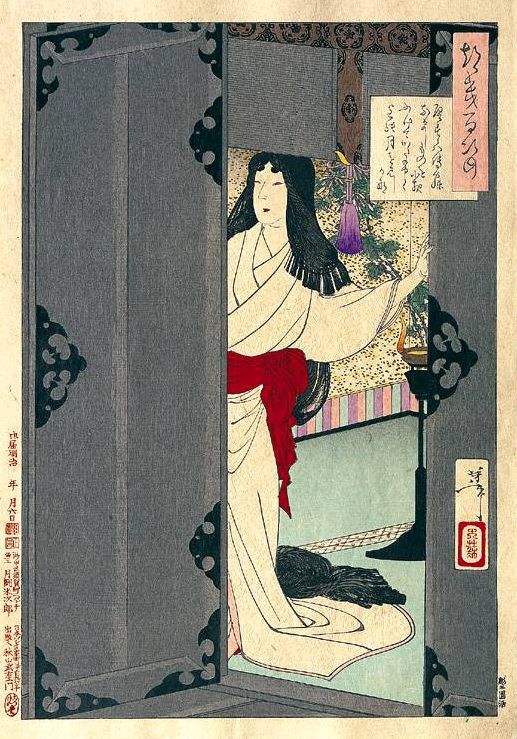
『やすらはで寝なましものを　小夜ふけて　かたふく迄の月を見しかな』（月岡芳年『月百姿』）

赤染衛門（あかぞめえもん、天暦10年（956年）ごろ? - 長久2年（1041年）以後）は、平安時代中期の女流歌人。大隅守・赤染時用の娘。中古三十六歌仙・女房三十六歌仙の一人。

## 生涯

### 出生
赤染衛門は赤染時用の娘とされる。しかし『袋草紙』には、赤染衛門の母親は前夫の平兼盛の子どもを宿した状態で時用と再婚し、赤染衛門を出産したとする記述がある。兼盛は元妻が自分と別れてしばらく後に生まれた赤染衛門を自分の娘にちがいないと考え引き取ることを希望して検非違使庁に訴えたが、母はこれを拒否し、検非違使志であった時用はその意向を受けて赤染衛門の母は兼盛の妻であった頃から自分と密通していたので赤染衛門は自分の子であると強く主張した。
生年は定かではないが、藤原道隆が蔵人少将だった天延2年（974年）から貞元2年（977年）頃に赤染衛門の妹と良い仲となり、赤染衛門が妹の代わりに詠んだ「やすらはで寝なましものを小夜ふけて傾くまでの月を見しかな」などの歌が二十歳前後の頃の作として伝わっているので、そこから逆算し天徳・応和年間（957-964年）の生まれであると推定されている。
赤染衛門は源雅信邸に出仕し、雅信の娘で藤原道長の正妻となった源倫子のほか、その娘の藤原彰子に仕えており、紫式部・和泉式部・清少納言・伊勢大輔らとも親交があった。その間にも、大江為基や倫子の兄・源時叙と親交を持つが、やがて大江匡衡と出会い結婚した。

### 家族関係
赤染衛門は文章博士・大江匡衡と貞元年中（976-978）に結婚する。大江匡衡と赤染衛門はおしどり夫婦として知られており、仲睦ましい夫婦仲より、匡衡衛門と呼ばれたという。匡衡の尾張赴任にも共に下向し、夫を支えた。大江匡衡との間に大江挙周・江侍従など少なくとも2人の子女をもうけた。藤原教通の求愛を受け、寛仁4年（1020年）頃に夭折した娘がいたという説もある。子の挙周の和泉守への任官に尽力して成功させ、任期を終えた挙周が病に罹った際には住吉明神に和歌を奉納し病を平癒に導いた話など、母としての像も鮮やかである。長和元年（1012年）に夫・大江匡衡が逝去した後は、長谷・石山・鞍馬や嵯峨野の法輪寺などにたびたび参詣し、やがて出家するなど信仰に厚く、良妻賢母の逸話を残す。 だが、家集の研究からは、以前からの恋人・大江為基との交際が、匡衡との結婚後も続いていたことが明らかになっている。しかも、その思い出を記した『赤染衛門集』は、彼女自身が編纂して時の関白・藤原頼通に提出したものである。夫の死後に公開したものとはいえ、「不倫」への意識が現代とは随分違っていたと分かる。

### 晩年
長元8年（1035年）関白左大臣頼通歌合出詠。長久2年（1041年）弘徽殿女御生子歌合出詠。同年、曾孫の誕生を言祝ぐ和歌を詠んだ後、消息が途絶える。晩年、藤原頼通の求めに応じて、自撰歌集を献上したことが知られる。

## 歌風
『拾遺和歌集』以下の勅撰和歌集に93首が入集。その歌風は『古今和歌集』の歌風を忠実に継承し、理知的で優美な詠風を示す。
平安時代中期において活躍した女流歌人として、和泉式部と並んで称されている（『俊頼髄脳』では赤染衛門よりも和泉式部が高く評価されたが、鴨長明『無名抄』では赤染衛門の方が高く評価された）。

## 文学作品
- 文献『栄花物語正編三十巻』 - 作者として有力視される[1]。
- 歌集『赤染衛門集』

### 和歌
- 小倉百人一首
  - 五十九番 やすらはで 寝なましものを さ夜ふけて かたぶくまでの 月を見しかな　（『後拾遺和歌集』恋680）

姉妹のもとに通っていた藤原道隆が訪れなかったため、姉妹のため、和歌を代作した。
- 下記説話に関連する歌
  - 代はらむと　祈る命は　をしからで　さてもわかれむことぞ悲しき　（『詞花和歌集』雑下362）

【現代語訳】（息子に）代わり、死んであげたい、と祈る私の命は惜しくはないけれど、その祈りが叶うなら（息子の大江挙周と）別れることになるのは、悲しい。
- 今昔秀歌百撰三十二番に選ばれている。選者：高橋秀（御茶の水女子大學大學院）
  - 今宵こそよにある人はゆかしけれいづこもかくや月をみるらん (『後拾遺和歌集巻四』)

## 説話

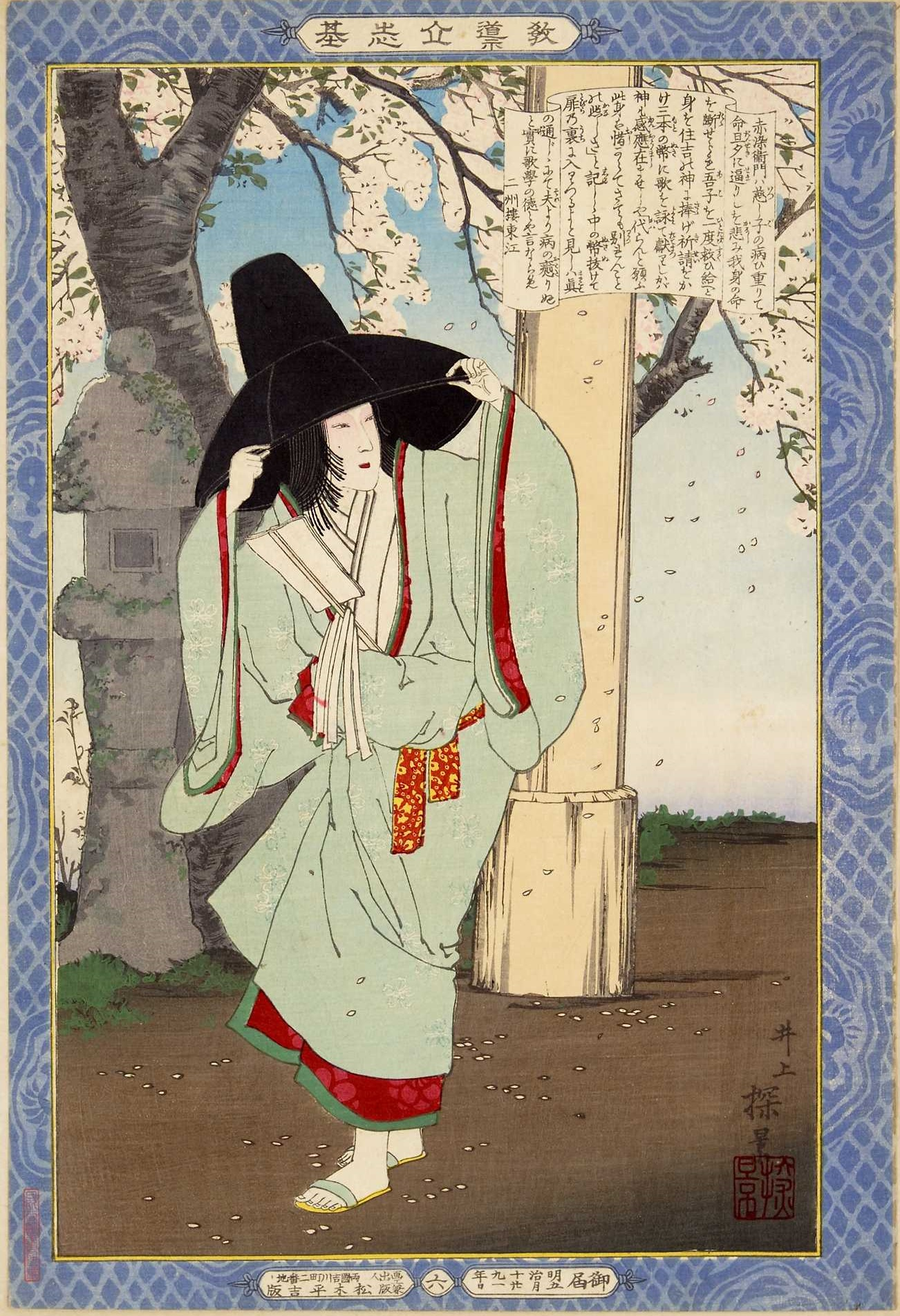
和歌を書いた幣を手に住吉明神に祈願する赤染衛門。井上安治筆、「教導立志基」より

息子の大江挙周が重病を患っていた際、「大江挙周の重病の原因は住吉神社による祟りではないか」との話を見聞したことから、赤染衛門は挙周の快方を祈願して、「代わらむと 祈る命は をしからで さてもわかれんことぞ悲しき（代われるものなら命は惜しくないが息子と別れるのが悲しいの意）」との和歌を住吉神社の祭殿に奉納した。赤染衛門の挙周への祈念が、住吉神社の祭神に聞き入れられ、挙周の重病は根治したという。

## 歌碑

### 赤染衛門歌碑公園
赤染衛門が夫とともに居住した縁のある愛知県稲沢市に、1989年（平成元年）2月28日に「赤染衛門歌碑公園」がオープンした。1989年（平成元年）2月に稲沢市が制作した公園内の案内板「歌碑建立のこと」には、冒頭に「稲沢市制三十周年を記念し、本市にゆかりの深い平安の女流歌人、「赤染衛門（あかぜめえもん）」とその夫で大江川の開削に力を注いだ「大江匡衡（おおえまさひら）」の二人を顕彰し、後世に伝承する目的でこの碑を建立したものである。」とある。
園内には、赤染衛門の歌碑（衣かけの松跡）、石碑（大江匡衡の業績を記した石碑）、案内看板、公園内案内（歌碑建立のこと）、擬木東屋、ベンチ、駐車場（1台）が設置されている。
 ウィキメディア・コモンズには、赤染衛門歌碑公園に関するカテゴリがあります。

#### 衣掛けの松

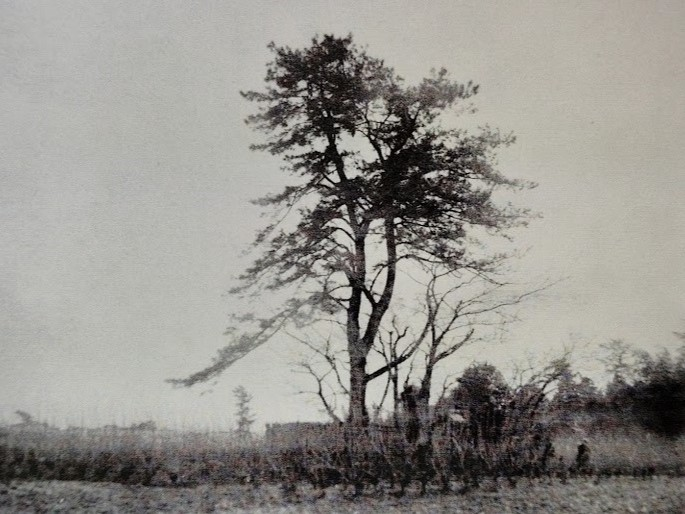
1916年頃の衣掛松

赤染衛門衣かけの松跡碑が建てられている。赤染衛門は3度にわたって尾張守に任命された夫（大江匡衡）とともに稲沢を訪れており、長保3年（1001年）夫と共にここに住み、この松に衣をかけたと伝えられている。その時の松がこの場所にあったとされる。
2024年（令和6年）現在、松はないが、2代目「赤染衛門の衣掛松」の写真は『赤染衛門の村』に収められており、その写真は1938年（昭和13年）「尾張大国霊神社史」が編纂されるに当たり撮影されたものだといわれている。

#### 尾張国司記念碑
夫の尾張国司・大江匡衡が寺社の改修や木曽川の治水事業に取り組んだことを記録した記念碑が、赤染衛門の歌碑と並んである。地元住民有志の意向を受けて稲沢ライオンズクラブが建設費用を負担し、2013年（平成25年）に建立されたもので、完成後に稲沢市に寄贈された。石碑で、高さ180センチメートル、幅120センチメートル。

### その他
- 真清田神社前に歌碑がある[17]。碑文は赤染衛門が参拝した際に奉納した「賤の男の種ほすという春の田を作りますだの神に任せん」[18]。
- 小倉百人一首文芸苑に歌碑がある[19]。

## 関連作品
映画
- 『紫式部』 - 1939年。野淵昶監督。雲井八重子が赤染衛門を演じている。

小説
- 『月ぞ流るる』 - 2023年。澤田瞳子著、文藝春秋。赤染衛門から見た宮中を描いている[20]。

テレビドラマ
- NHK大河ドラマ『光る君へ』 - 2024年。凰稀かなめが赤染衛門を演じている。

## キャラクター
赤染衛門ゆかりの稲沢市では、有志のグループが2016年（平成28年）に赤染衛門の知名度を上げることで稲沢市の地域振興に繋げることを企画し、赤染衛門を現代風にアレンジしたキャラクター「赤染衛門ちゃん」を創作した。十二単衣風の衣装で片手に扇を持つ女性シンガーの姿で、「五十九夜ノ月」などのポップスを歌い、歌詞のサビ部分には赤染衛門が詠んだ小倉百人一首59首目の和歌が採用されている。
うたでつくるまちづくりを活動の柱に東海地方でアカペラコンサート「ハモりフェスタ」などを開催するNPO法人「ZAWA友FESTA実行委員会」が企画し、春日井市在住のシンガーソングライターのコウケツトモヒデが作詞作曲を手掛けた。イベント・ステージでの歌の披露のほか、ダンスチームやミュージックビデオの制作、キャラクターイラストのLINEスタンプの配信、地元企業と連携したPRキャラクターとして運用する。